# Кузнецов, Александр Александрович (тренер)
Александр Александрович Кузнецов (17 марта 1941) — советский и российский футбольный тренер, работавший преимущественно с юношескими командами. Чемпион Европы среди юношей 1985 года, победитель Всемирных юношеских игр 1998 года. Заслуженный тренер России.

## Биография
В 1980 году начал работать в тренерском штабе юниорских и юношеских сборных СССР. С 1982 по 1986 год был главным тренером юношеской сборной, под его руководством команда становилась бронзовым призёром чемпионата Европы в 1982 году.
В 1994 году под его руководством юношеская сборная России заняла пятое место на чемпионате Европы, а на следующий год стала четвертьфиналистом молодёжного чемпионата мира. В 1998 году возглавлял сборную 17-летних футболистов, которая стала победителем первых Всемирных юношеских игр в Москве.
В 2003 году тренировал подольский «Витязь», игравший во втором дивизионе, под его руководством команда провела шесть матчей. Затем работал селекционером ФК «Москва» и московского «Локомотива». С 2012 года работает инструктором-преподавателем Академии тренерского мастерства Российского футбольного Союза.
Автор серии пособий по подготовке футболистов, изданных под общим названием «Футбол: настольная книга детского тренера» (М., Профиздат, 2011).